# 店垭镇
店垭镇，是中华人民共和国湖北省襄阳市保康县下辖的一个乡镇级行政单位。

## 行政区划
店垭镇下辖以下地区：
观坪村、杨树垭村、垭子口村、格栏坪村、徐家堰村、锅厂村、望粮山村、栾家坡村、公溪沟村、白蜡村、黄坪村、老街村、神龙村、天宝寨村、大林村、天星村和罐淌村。